# EAccelerator
eAccelerator – rozszerzenie PHP, akcelerator i optymizator skryptów PHP, wywodzący się z Turck MMcache. Oferuje dynamiczne zarządzanie pamięcią podręczną (cache) skompilowanych kodów bajtowych (właściwy eAccelerator) oraz zakodowywanie skryptów PHP i wykonywanie takich skryptów (eLoader wchodzący w skład pakietu). Jest to oprogramowanie bezpłatne (free) i z otwartym kodem.
Aktualna wersja 0.9.6.1 została wydana 31 maja 2010 i jest zgodna z PHP 5.3 (również z 5.1 i 5.2).

## Opis działania i efektywność
Standardowym sposobem wykonania skryptu PHP jest jego załadowanie do pamięci, analiza składniowa (ang. parsing) i kompilacja, a po wykonaniu zwolnienie pamięci. Po zainstalowaniu eAccelerator optymalizuje skompilowany kod bajtowy i  zapisuje go do pamięci oraz dodatkowo do pamięci dzielonej lub na dysk twardy. Każde następne wywołanie danego skryptu powoduje natychmiastowe udostępnienie go przez akcelerator w gotowej, skompilowanej postaci, co pozwala uniknąć strat czasu na ponowną analizę i kompilację. Według ocen autora programu program przyśpiesza wykonywanie skryptów do 10 razy.
Oprócz tego eAccelerator implementuje prosty mechanizm buforowania danych poprzez dodanie do języka PHP kilku dodatkowych funkcji (np. eaccelerator_get), pozwalających składować dane zorganizowane na zasadzie klucz-wartość w pamięci współdzielonej oraz na dysku.